# Raionul Olgapol, județul Balta
Raionul Olgapol a fost unul din cele șapte raioane ale județului Balta din Guvernământul Transnistriei între 1941 și 1944.

## Localități
- Olhopil